# Alexander Gustaf Julius Hallsten
Alexander Gustaf Julius Hallsten, född 26 november 1819 i Vasa, död där 7 september 1879, var en finländsk skolman och läroboksförfattare.
Hallsten blev student 1835 och filosofie magister 1840. Han var rektor vid Tavastehus skola 1852–1856 och vid Vasa skola 1856–1874. Genom läroböcker i historia och geografi, vilka utkom i en mängd upplagor, utövade han stort inflytande på den finländska skolundervisningen. Särskilt är hans Lärobok i Finlands historia och geografi (1847; femte upplagan 1874) av värde. Vid lantdagarna 1872 och 1877 var han representant för skollärarna i Åbo stift. Inom Vasa samhälle verkade han som en mycket betrodd kommunalman.